# أغ دوة لوعليا
أغ دوة لوعليا هي قرية في مقاطعة مشكين شهر، إيران. عدد سكان هذه القرية هو 69 في سنة 2006.